# San Francisco Peaks
San Francisco Peaks (navažsky Dook'o'ooslííd, hopijsky Nuvatukya'ovi)
je vulkanické pohoří ve středo-jižní části Coconino County, na severu Arizony, severně od města Flagstaff, ve Spojených státech amerických.
Pohoří je pozůstatek původně jednoho velkého stratovulkánu.
Nejvyšší bod pohoří Humphreys Peak (3 851 m), je také nejvyšší horou státu Arizona.
San Francisco Peaks pojmenovali španělští misionáři podle sv. Františka z Assisi. Ze jedno z posvátných míst je považují indiánské kmeny Navahů a Hopiů.

## Geografie
San Francisco Peaks je součástí Koloradské plošiny. Pohoří se rozkládá ze severu k jihu s největší délkou okolo 90 km. Největší šířku má k 50 km. Zaujímá plochu okolo 2 200 km².

### Nejvyšší hory
- Humphreys Peak (3 851 m)
- Agassiz Peak (3 766 m)
- Fremont Peak (3 648 m)
- Aubineau Peak (3 608 m)
- Rees Peak (3 497 m)

## Příroda
Vegetaci v oblasti lze rozdělit do čtyř hlavních zón. Rostou zde borové lesy, dominantním stromem v této oblasti je borovice těžká. Další zónu tvoří jehličnaté lesy. Zde rostou především douglaska tisolistá, jedle ojíněná, borovice ohebná a smrk pichlavý. Třetí vegetační zónu tvoří subalpínský jehličnatý les. Hlavními stromy zde jsou smrk Engelmannův, jedle plstnatoplodá a borovice osinatá. Poslední zónu tvoří alpínská tundra. Zde roste pouze několik málo bylin, například ohrožený endemický poddruh starčeka (Packera franciscana).

### Fotogalerie

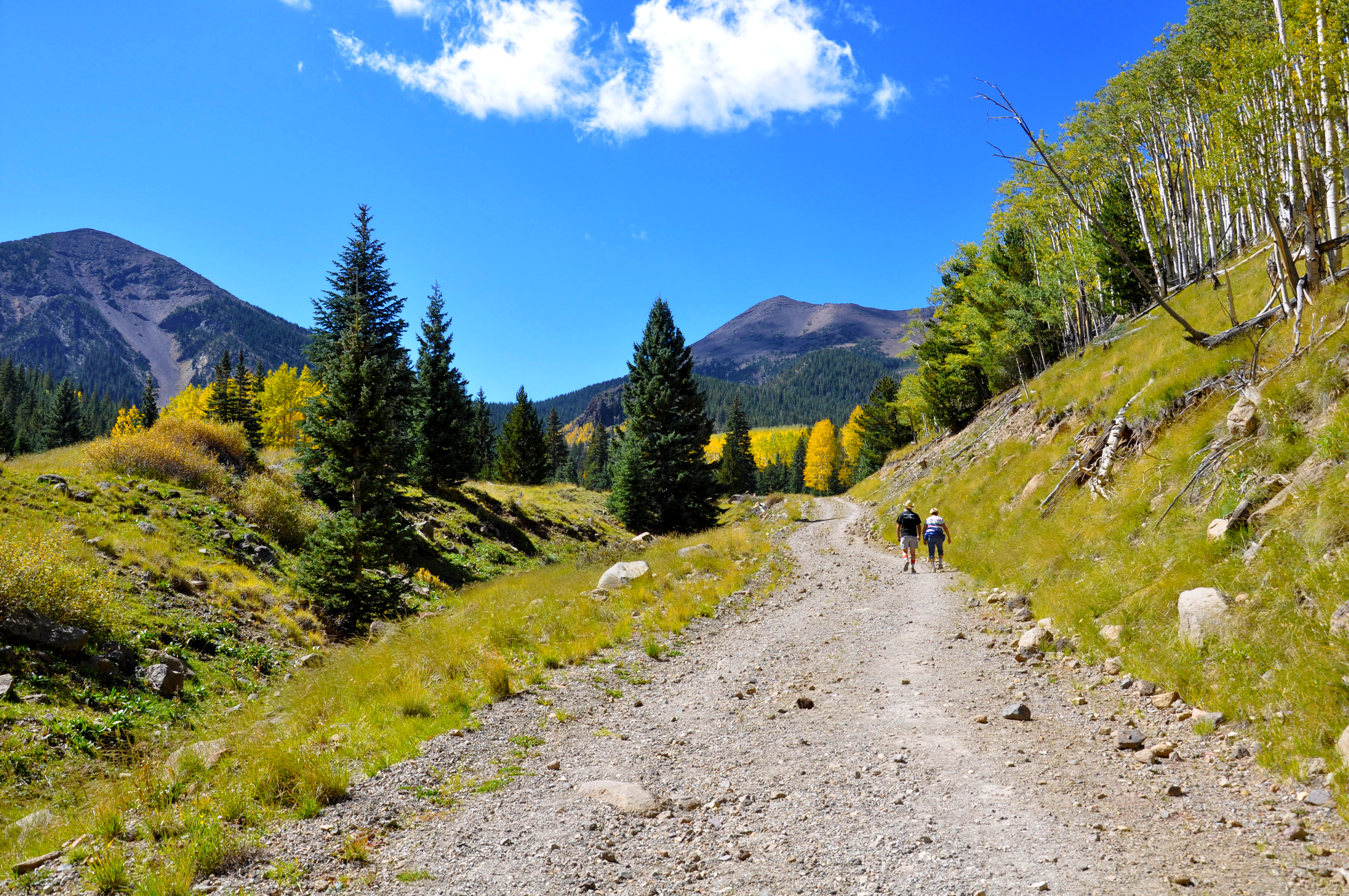
San Francisco Peaks
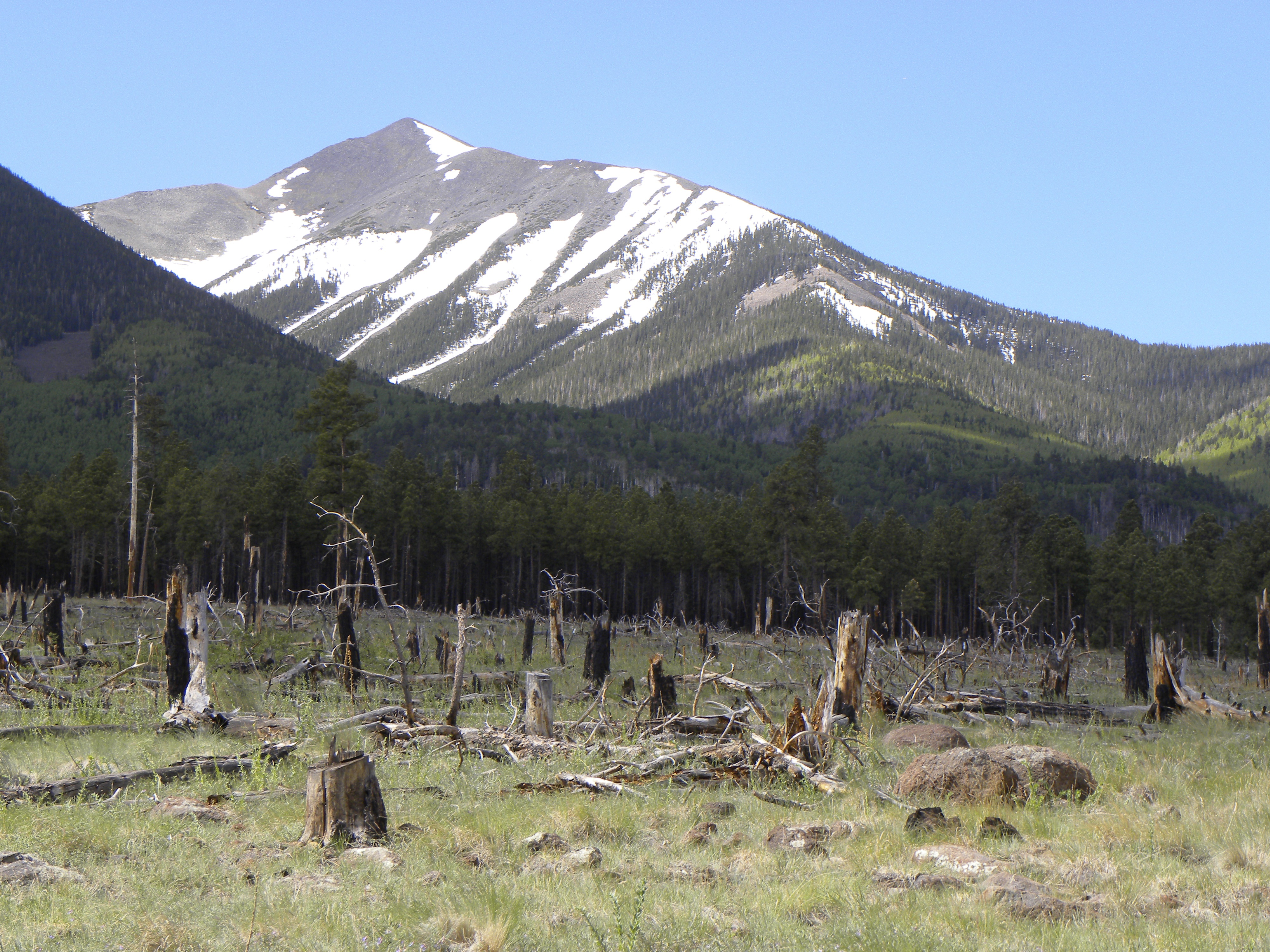
San Francisco Peaks
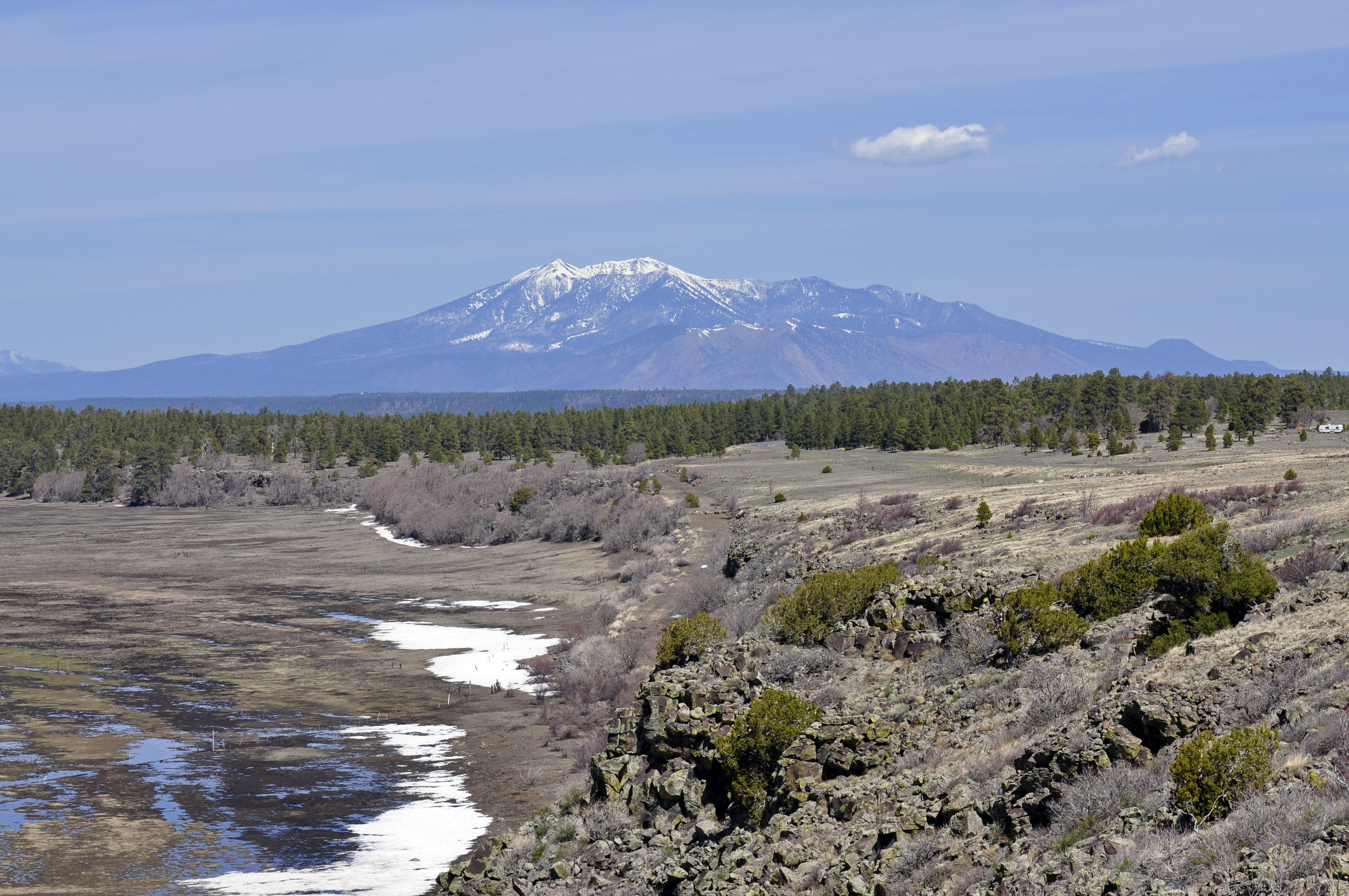
San Francisco Peaks
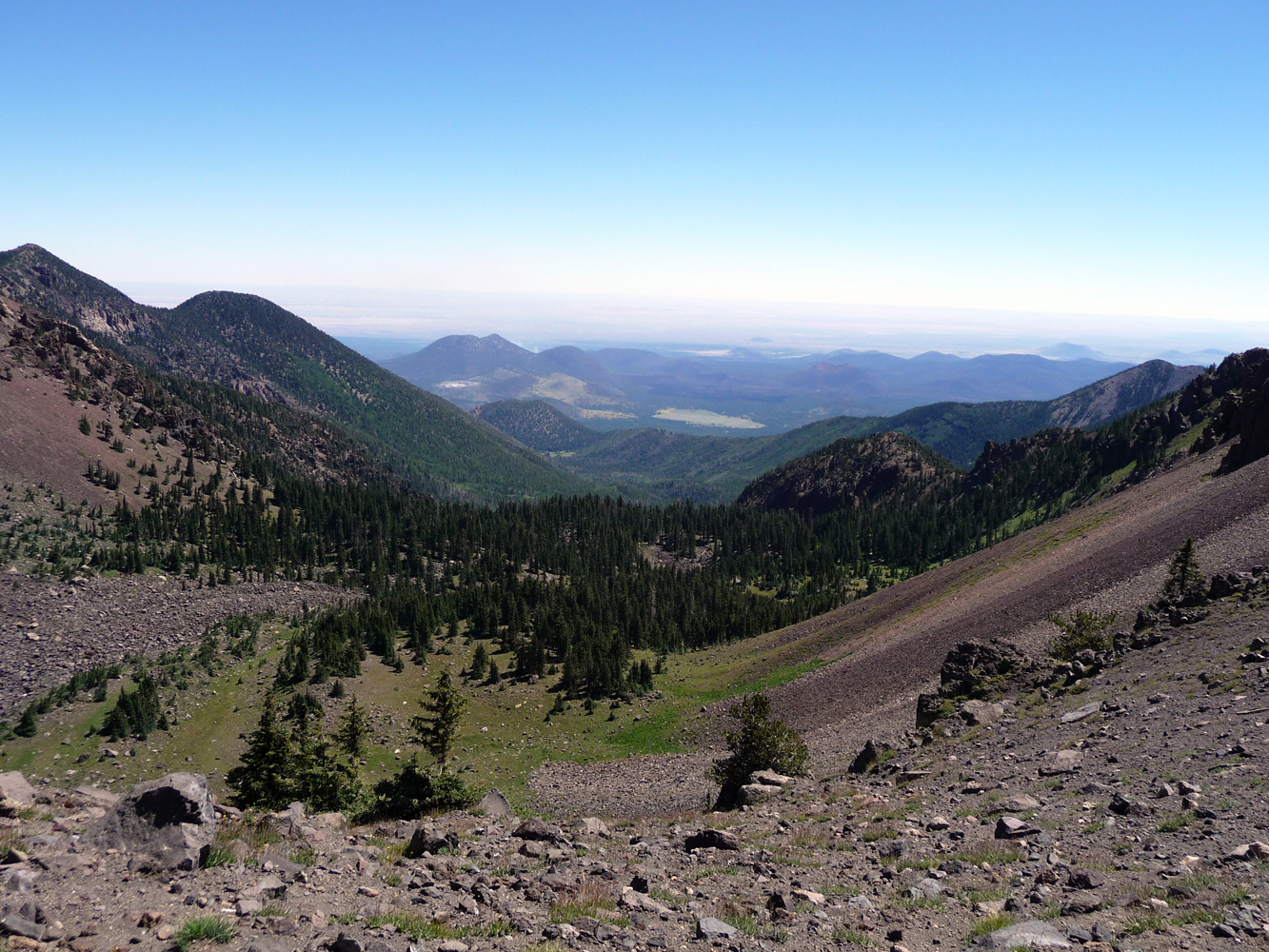
San Francisco Peaks